# 차고

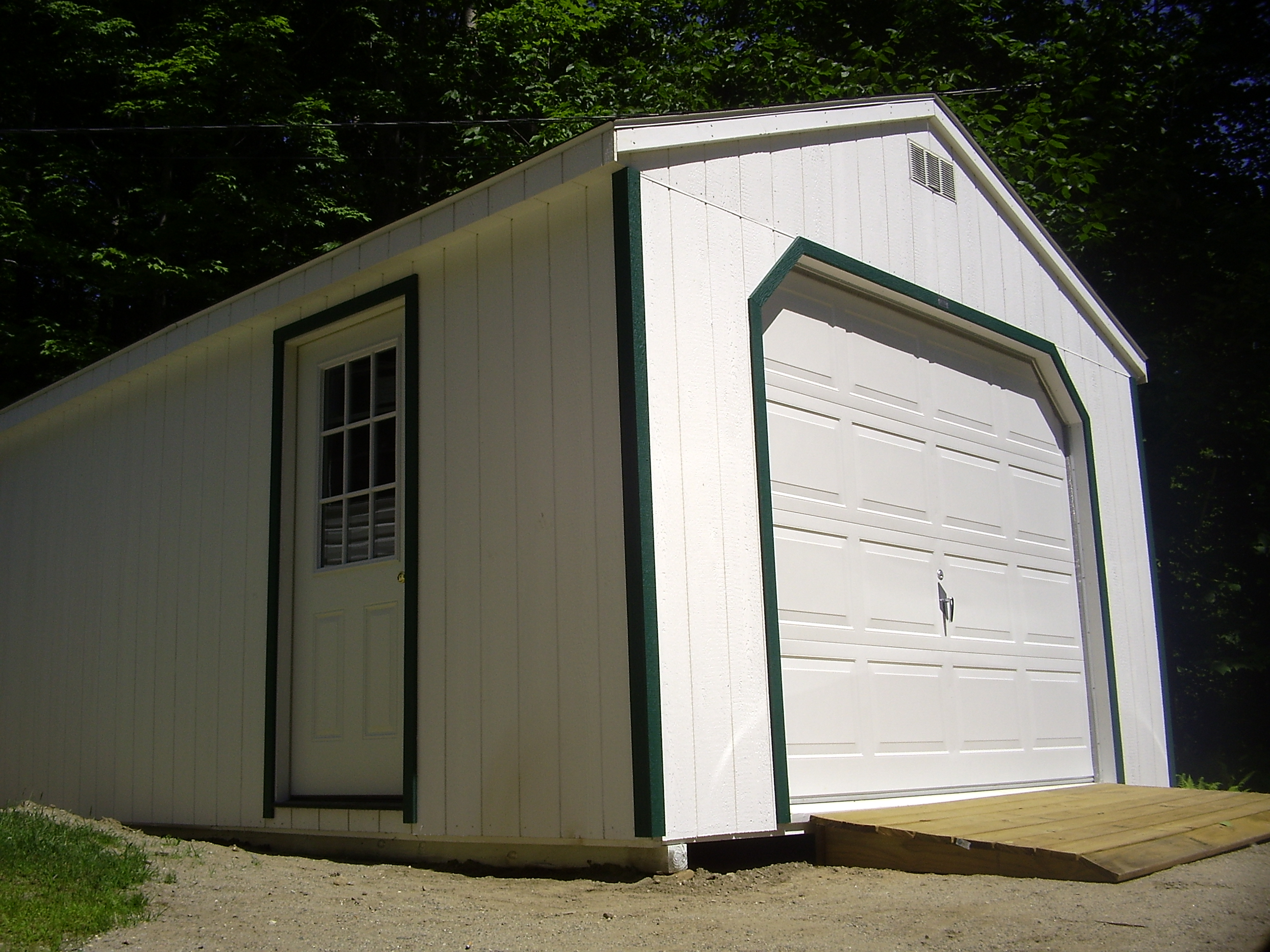
차고

차고(車庫, 영어: garage)은 자동차 따위를 보관하는 곳이며 스티브 잡스와 스티브 워즈니악이 나무상자로 만든 애플 1이 만들어진 곳이기도 하다.

## 갤러리

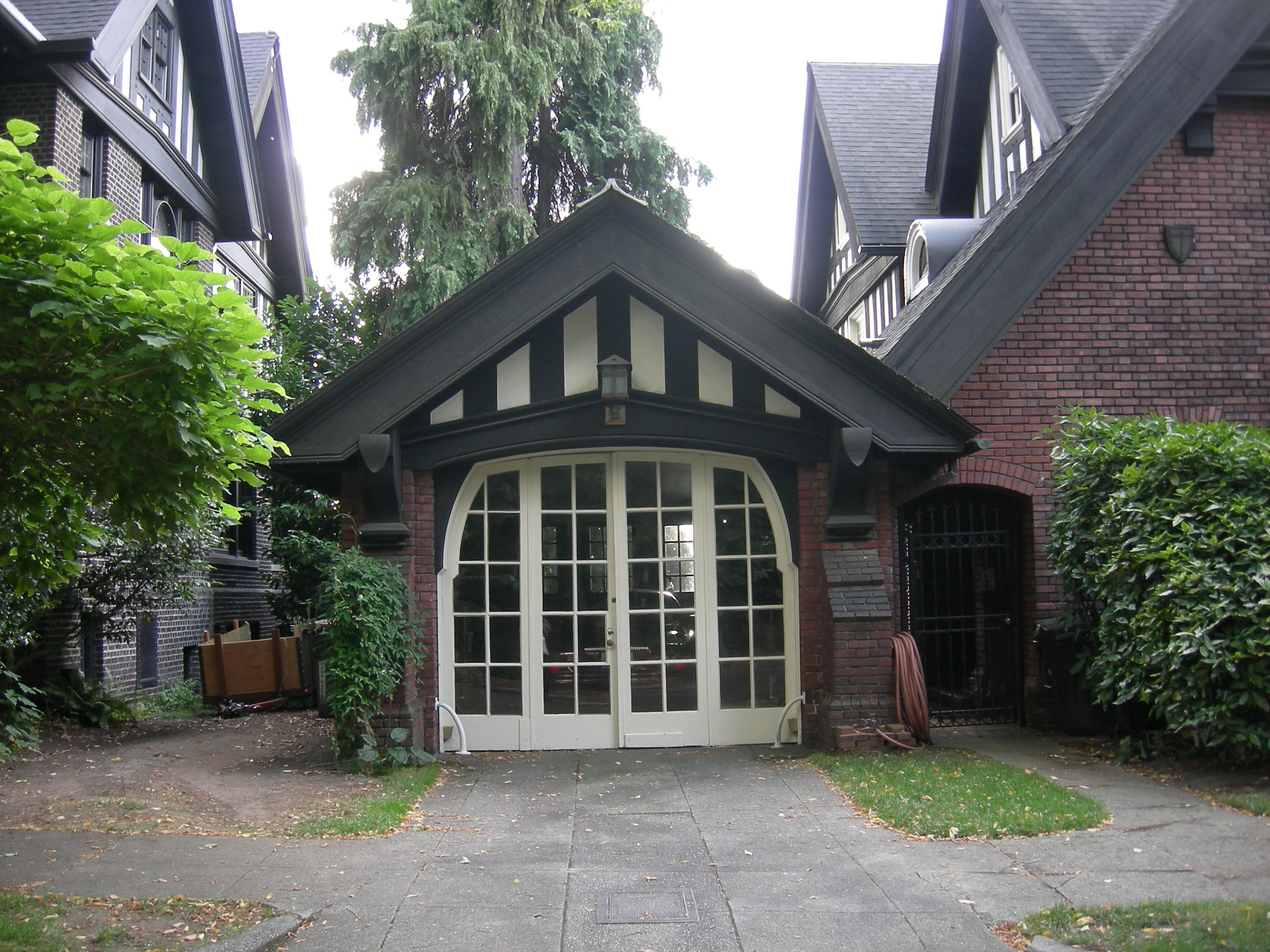
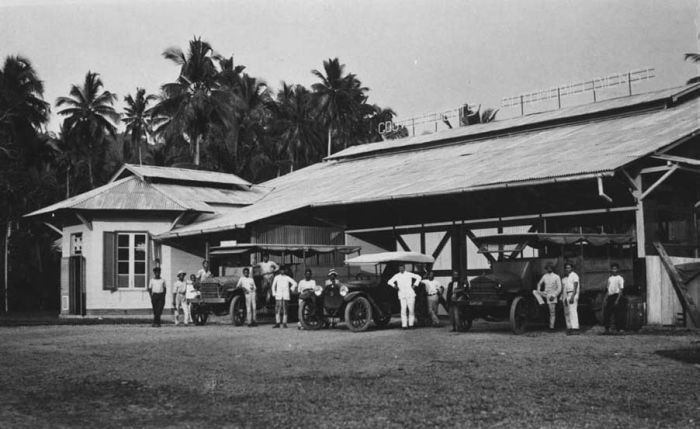
1919
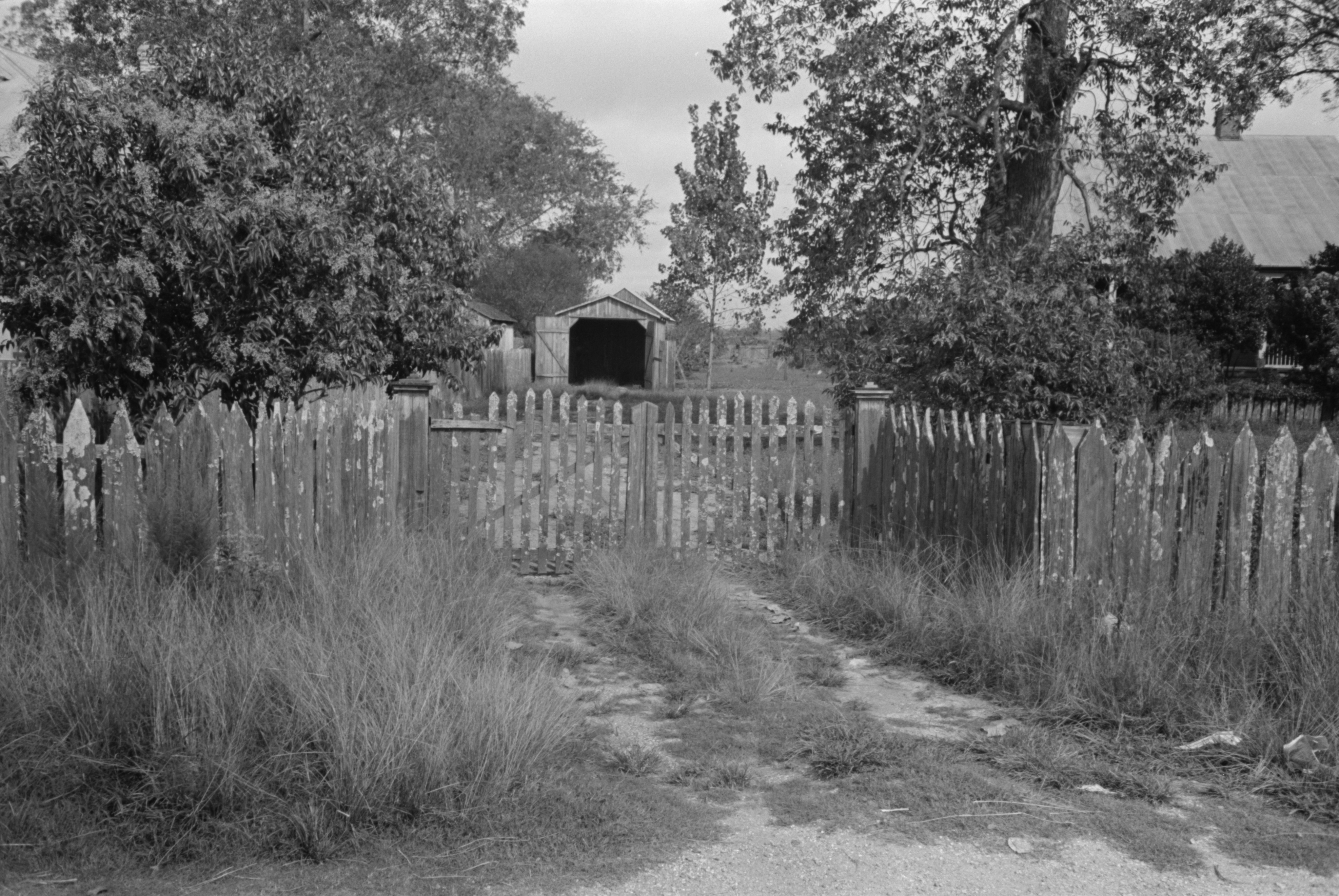
1938
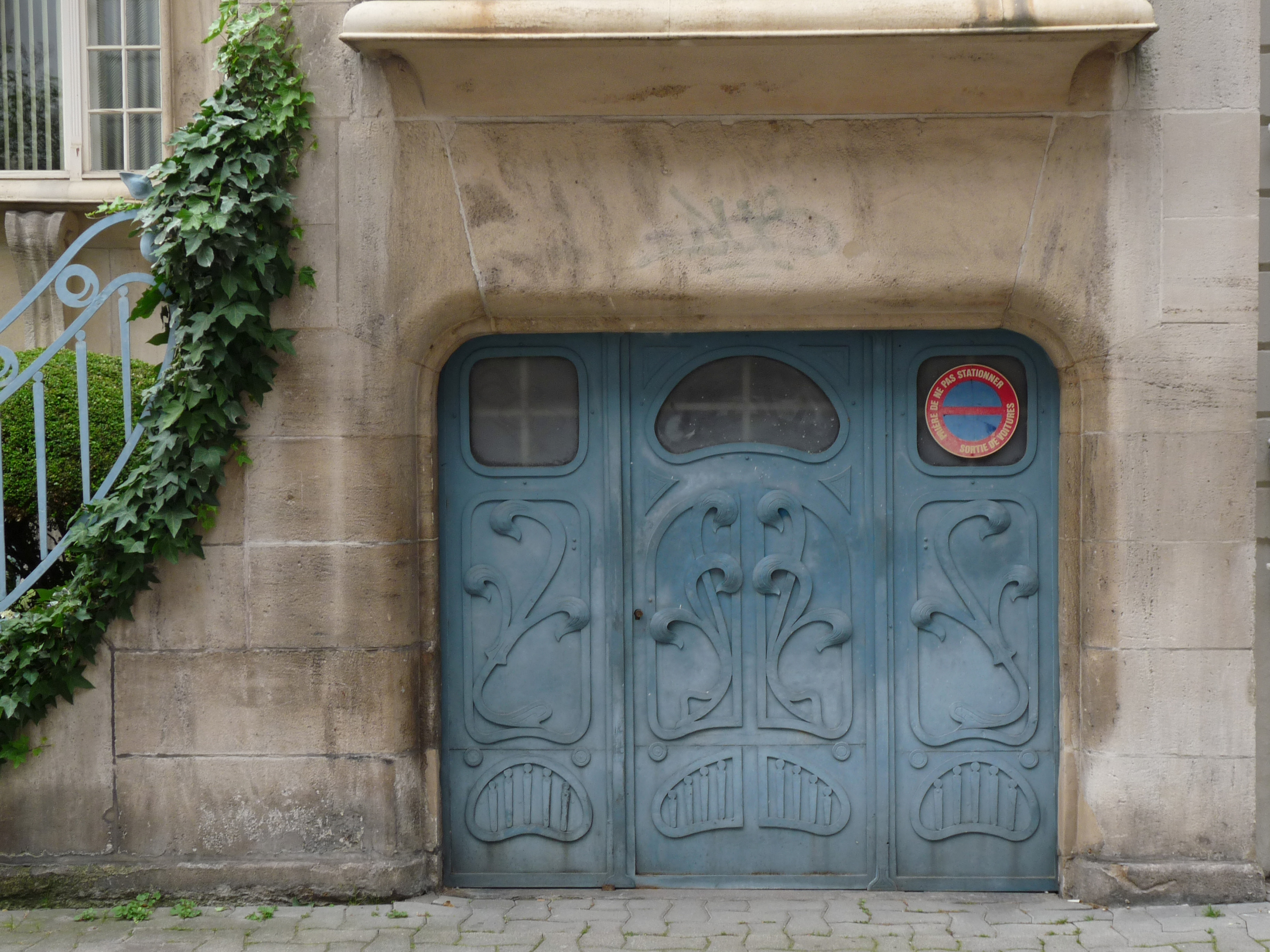
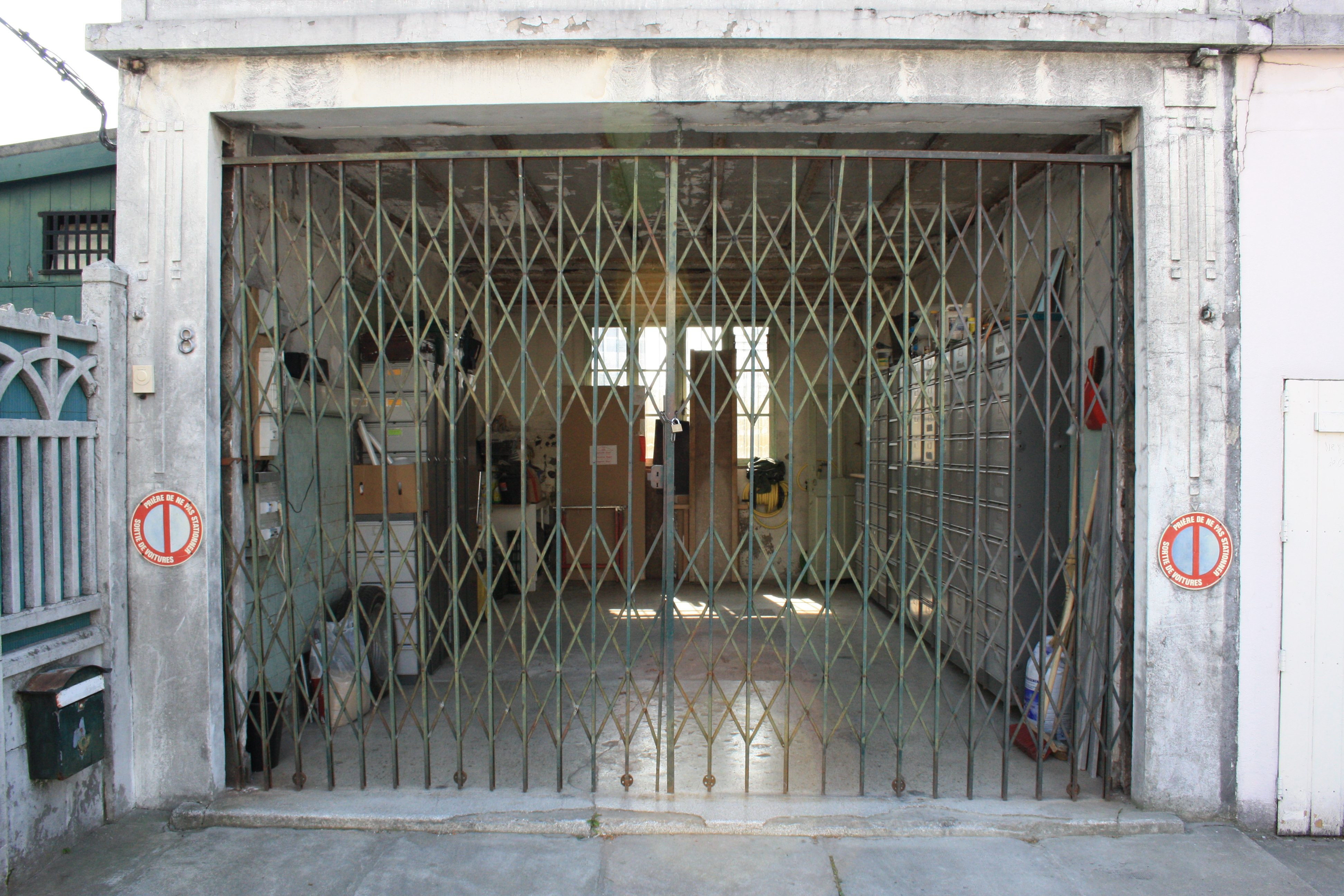
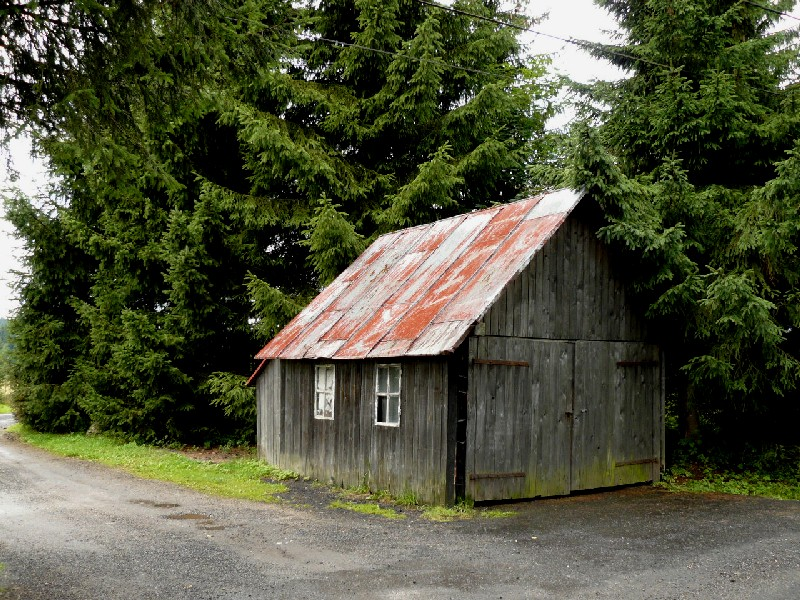
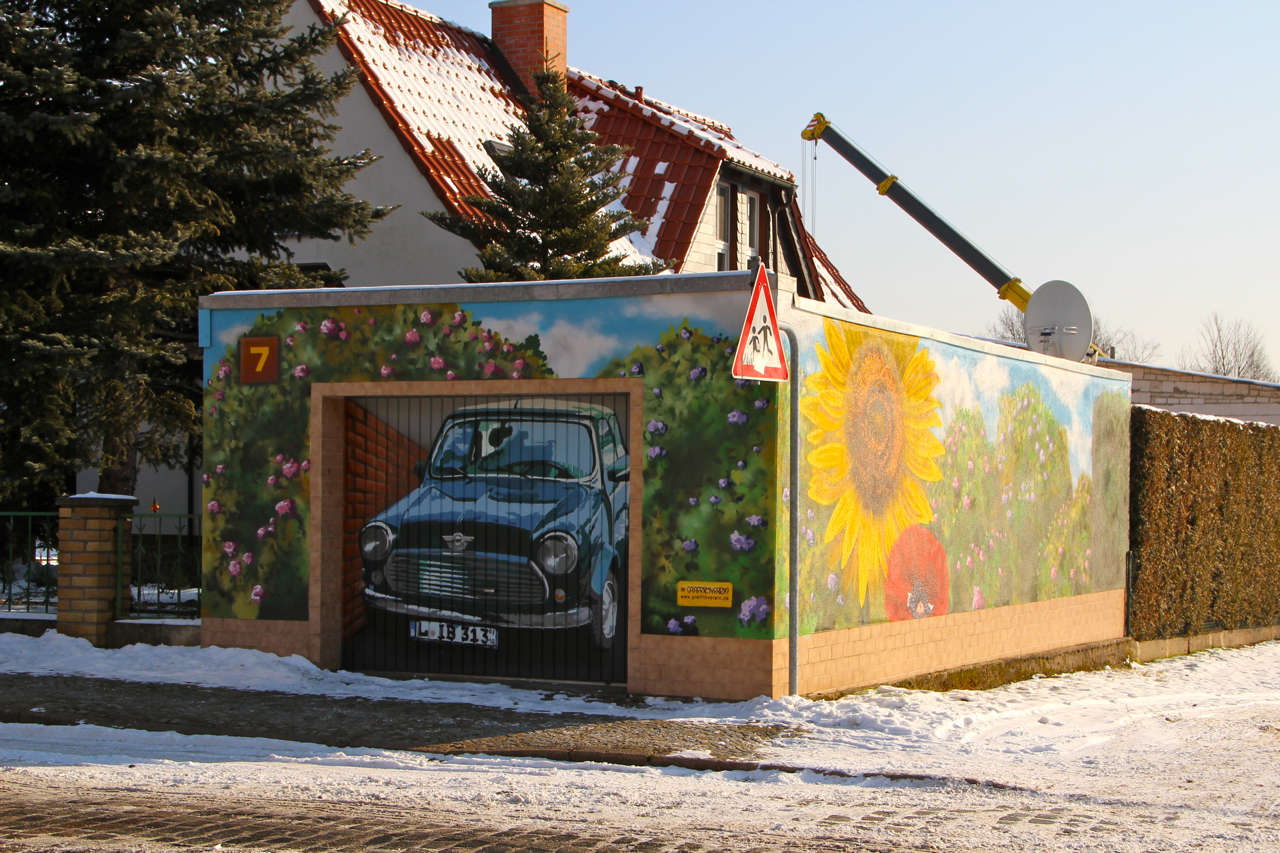
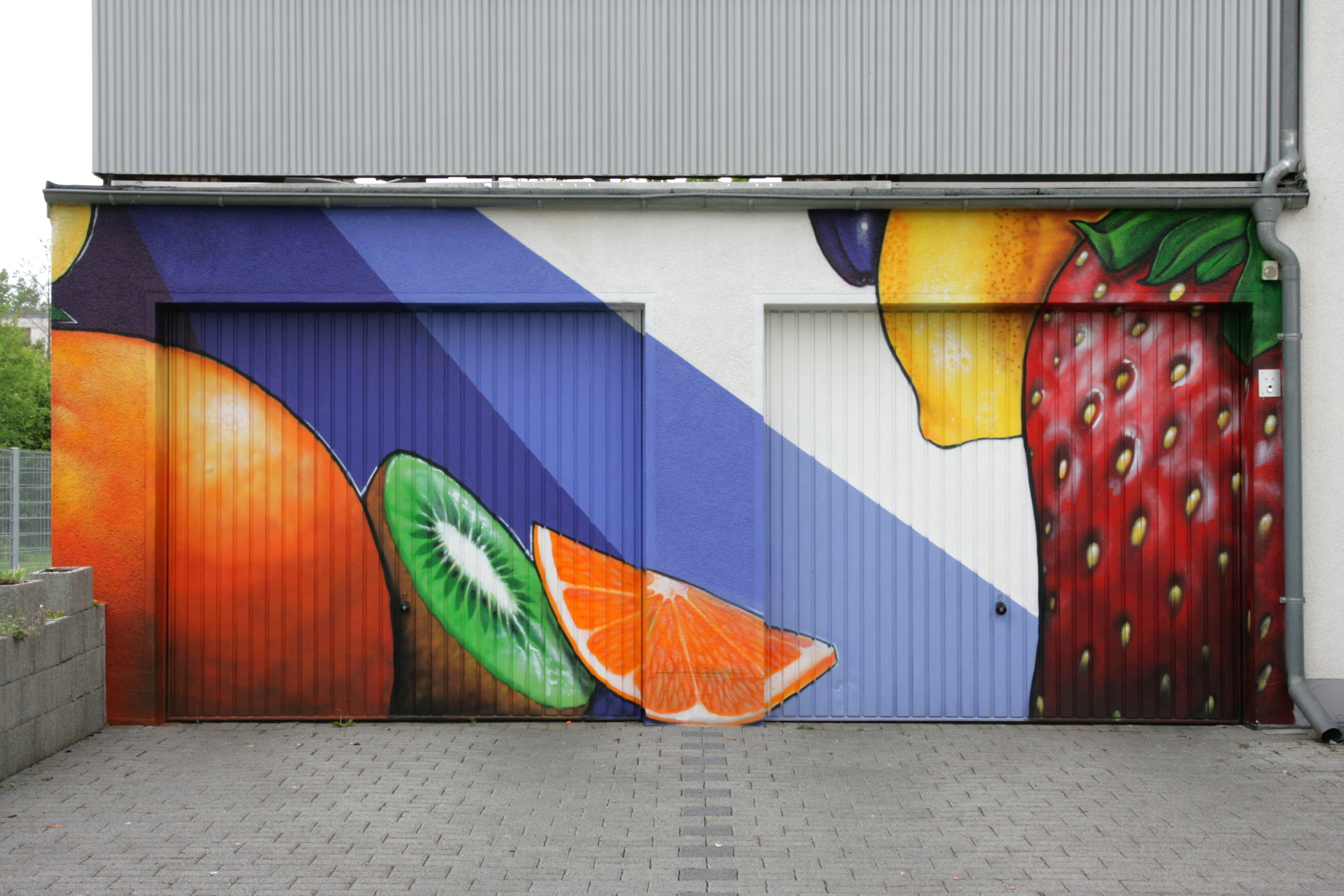

## 같이 보기
- 카포트
- 차고지 증명제(Levying Garage Option)
  - 일본의 자동차검차등록제도(일본어판) - 일본은 1962년부터 '차고지 증명제' 시행중